# سيبال توزون
عائشة سيبال توزون (ولدت في 29 سبتمبر 1971، أسطنبول)، وهي مغنية تركية، ملحنة، وكاتبة أغاني. تعلمت الموسيقى الغربية بالأوبرا بأعتبارها فنانة بوب، وقد قامت بتقديم العديد من أغاني الجاز، الروك، البوب وفقا لعديد من المعايير.

## حياتها وعملها

### الفترة الأولى وبداية عملها (1978-1988)
وقد ولد سيبال توزون في أسطنبول عام 1971 ، وفي عام 1978 فقد بدأت بتعلم الموسيقى لأول مرة في معهد الأطفال براديو تى ار تى بأسطنبول. واثناء دراستها الأعدادية فقد اتخذت أولى الخطوات من اجل الموسيقى المجسمة في معهد الشباب بالراديو مرة أخرى، ومن ناحية أخرى فقد تتلمذت على يد العديد من مدرسى الموسيقى مثل جوكجن كوراى، جنان أكن، يوجل ألماس، حكمت شمشك، وايضا العديد من متخصصى الموصل.
وقد أهتم بموسيقى البوب، والروك في الأعوام التي درست بها في مدرسة بشيكتاش أتاتورك الثانوية، وفي عام 1986 ، فقد حصلت على المركز الثالث في مسابقة الموسيقى الدولية بالمدرسة. وفي نفس المسابقة فقد تعرفت على الملحن، والموزع الموسيقى مليح الكبار، وبدأ بعمل الدوبلاج والتسويق للأفلام، والاعلانات. وبدأت بالعمل في ألبومات العديد من الفنانين مثل أجدا بيكان، نوكهت دورو، أيرول أفجين، وقدمت العديد من الأعمال على خشبة المسرح.
وقد حصلت سيبال توزون على المركز الأول بقسم الغناء بالحفلات والأوبرا بجامعة إسطنبول للكونسرفوار الدولي عام 1988 ، وقد تعلم الموسيقى الكلاسيكية، واستمرت في تعلم وغناء أغاني الجاز والبوب. وفي عام 1991 فقد اتخذ قرارا بممارسة العمل الموسيقى. وقد حصل على جوائز المشاركة في مسابقة الأغنية الأوروبية، وكذلك في مسابقة الموسيقى الذهبية.

### اه نحنبنات، عشاق نفس كنس، انا لست موجودةبالحياة(1992-1998)
وفي 6 ديسمبر 1992 بتوقيعها عقد مع شركة موسيقى الرقص، فقد قامت بناء على ذلك في يناير 1993 بأصدار أول ألبوم لها ألا وهو (اه نحن بنات) وذلك على المسرح لأول مرة. وقد قدمت توزون العديد من الأعمال في الألبوم وذلك بجانب العديد من الأعمال لكثير من الفنانين مثل (شهر زاد، أسكندر بايداش، أوميت كوزر، أوزان دوغلو، كينان دوغلو. وفي نفس الوقت بدأت العمل من أجل تطوير عامل الكليب الجديد، وقد قسمت الألبوم على ثلاثة اجزاء ألا وهما (اه نحن بنات، لا تربطنى، شاماتا). وبناء على هذا النجاح فقد قدم سيبال العديد من الحفلات بداخل البلد وخارجها على مدار عامين كاملين.
وفي عام 1994 فقد استمرت باخد دروس الغناء مع روبرت بريكنل في لندن. وبعدها عادت إلى تركيا، وفي ذلك الوقت بدأت العمل بالألبوم الثانى لها.
وأصدرت الألبوم بأسم (لألتقاط الأنفاس في الحب). وقد قام بعمل العديد من الأغاني مع انجا، جوزنوم بيبك وذلك من خلال المبيعات المخطط لها في فترة قصيرة. وفي عام 1997 فقد قامت سيبال توزون بعد تقديمها الحفلات الموسيقية، وأسست موسيقى أرينا.
وفي يونيو 1998 فقد كتبت توزون كلمات 8 أغاني في الألبوم (انا لست موجودة في هذه الحياة). وقد قامت توزون بالقيام بأعمال أنتاج الألبوم، وكانت إلى هذا الوقت لم تقم بتوقيع اتفاق بشأن إنتاج الألبوم، وبدأت في الأعمال الصعبة من أجل التوفيق بين الغناء، وبين أنتاج ألبوماتها.
(انا لست موجود في هذه الحياة)، وقد تم عرض كليب من الألبوم في قناة ام سى ام، والذي قام به قام تشارلز ريشاردز بموسيقى فرنسية. وقدمت بعدها توزون بتقديم ألبومها الثانى (الصخور) في الأعوام ما بين 1998-2001.

### وحيدة، مرة أخرى (2001-2005)
وبالأتفاق مع باى الموسيقى فقد قامت سيبال توزون بتقديم ألبوم (وحيدة مرة أخرى) على ساحات المسرح. وفي عام 2002 فقد أتخذت توزون قرارا بالعمل مع أرينا الموسيقى مرة أخرى، وقد أعدت موسيقى كل الألبوم وأعدت 10 أغاني من اجل هذا الألبوم. وبعدها قامت توزون بتقديم الأشارات لألبوم (وحيدا مرة أخرى) بموسيقى البوب والروك.
وفي مايو 2003 فقد قدمت ألبوم (الأحمر). وقد قدمت العديد من الأغاني في ألبوم (أحمر) مثل (شكاية)، (الورود)، (انا خلفك). وقد قام بعدها بترجمة بعض أغاني الألبوم (الأحمر، الورود، الواقع) إلى اللغة اليونانية: وذلك في برنامج مايكل كوجو وهو برنامج خاص بالأغاني.
وقد قامت سيبال بتصوير 5 كليبات من ألبوم (الأحمر)، وقام بأنتاج بعض الأغاني من هذا الألبوم على نفقتها الخاصة، ولكن في شهور صيف 2004 فقد قامت بتوقيع عقد خاص بانتاج البوماتها وأغانيها.
وقد قامت في البداية بتقديم نسخ ألبوماتها باللغة التركية، ومن بعدها باللغة اليونانية، وقامت بقديم الكليبات، مقاطع الفيديو، الصور وقامت بعدها بعمل العديد من التقارير الصحفية، وقدمت الأسطوانات والسى في دى  على نظام موسيقى البحر الأسود، وبعدها قدم ألبوم (القرمزى) على المسرح وذلك من خلال التعامل مع أرينا ميوزيك.
وفي نهاية عام 2004 نشرت كتاب ووضعت عليه اسم (الأحمر)، وقامت سيبال توزون بفسخ عقد الإنتاج بالألبوم قليلا، وذلك بسبب ولادة ابنتها عليا، وفي أكتوبر 2005 قامت بتوقيع عقد مع شركة أخرى. وكانت أول الأعمال لها معهم (احبك، سأحبك)، وكانت هذه للمرة الأولى في تركيا التي يتم فيها نشر الأغاني على الإنترنت ب ام بي 3. وقد حققت مبيعات كبيرة ببيع هذا الألبوم في عموم تركيا.

### أفريسون،فتحالتليفون،حبالصيف،الحرير(2005- إلى الآن)
قد اختيرت الفنانة سيبال توزون من أجل المسابقة في تركيا من أجل مسابقة الأغنية أفريسون الذي نظم في أثينا.
وفي عام 2006 فقد مثلت توزون دولتها تركيا في أثينا في مسابقة الغناء بأفريسون الواحد والخمسون، وقد بدأت توزون بلفت الأجواء اليها بأغنية السوبر ستار، وهي أغنيتها من إحدى ألبوماتها وكلماتها، وحصلت على المركز الحادي عشر في المسابقة.
وبجانب هذا فقد قامت توزون بتقديم العديد من الحفلات في اليونان، ليتوانيا، فنلندا، والسويد وأيضا قامت بتقديم العديد من الأغاني في إنجلترا، إسبانيا، اليونان، وفي جنوب قبرص. وفي مايو 2007، قامت بتمثيل أول فيلم لها في السينما من خلال فيلم (معسكر مدرسة كول). وفي يناير 2008 قامت بتحقيق نجاح هائل ومشهود من خلال تقديمها العديد من الأدوار في الافلام السينمائية.
وفي عام 2008 فقد شاركت بالعديد من التسجيلات للعديد من الأغاني الرقمية مثل (فتح الهاتف، صيف الحب). وقد قام زينب تالو ويزنب شتنسواى بكتابة كلمات فتح الهاتف، وقد عملت بعد ذلك مع العديد من الفنانين من مختلف أنحاء العالم في أعمالها مثل ليونيل ريتشى، إنريكي إجليسياس، ليل كيم.
وحصل سيبال توزون على العديد من الجوائز العالمية من خلال أعمالها في كل أنحاء العالم، حيث حصلت على 46 جائزة من البلاتين، و40 من الذهب، واكتسبت شهرة كبيرة من خلال عملها مع نايسنز، باكساستريت بويز.
وفي أكتوبر 2010 فقد قدمت توزون ألبوم (الحرير) على المسرح، وقد استمرت بالعمل في أعمال الموسيقى، الملحن، كاتبة أغاني. وفي 2012 فقد ساهم في نشر الناجى (المشاهير-القلوب) في قناة شو بالتلفزيون.

## سيرتها الذاتية

### ألبوماتها
-1992: هنا نحن بنات
-1995: التنفس من تخفيضات الحب
-1998:الحياة لس بها في هذا الطريق
-2001: انا وحيدة مرة أخرى
2003: الأحمر
2010: الحرير

### الأخرى
2000 : اغنية هي لعبة ؟ / هل تسمع؟
2008: قرع الدف/ محنك
2008:مدرسة كول كامب الموسيقى التصويرية/ دموع العين
2010: الآن في التسعينيات/ محنك
2011: ألنجى/محنك

### الفيديو كليب
-"انا لا أرتبط"
-"تجنب في كورام"
-"لا بد لى من أن أقول لكم"

### ألبومات ريمكس
2004: القرمزى

### الأغاني المنفردة
2005 : (انا أحبك، ستحبنى)
2006: (سوبر ستار) (باليونانية، الأنجليزية، التركية)
2008: (فتح الهاتف، حب الصيف)
2013:الحرير ريمكس
2014: (كم سنة من الشوط الثانى)

## أفلامها
-2007 : مخيم مجنون الفصل (السنمائية)
-2012: المشاهير الناجى-المتطوعين (مسابقة/ مشاهدة التلفزيون)

## أعمالها الأخرى
-2009 : (انا احبك، أنت كامل، تغير الآن) (برودواى الموسيقية)
-2009: (كل هذا الجاز) (سيلين جول/مشروع سبيل)
-2009: (اسمحوا لى بتفريهكم) (عرض مسرحى)
-2010: (كل هذا الجاز) (وهو مشروع جون بديكى/ مشروع سيبال توزون)
-2010: (هسطنبول) (مسرحية الموسيقى)
-2011: (20 سيبال توزون) (الموسيقى في مسيرتها العشرين)
-2013: (قصة حب) (كورسات رهيبة مع عرض مسرحى)

## الروابطالخارجية
Resmî site
Discogs'ta Sibel Tüzün
Internet Movie Database'te Sibel Tüzün

## روابط خارجية
- سيبال توزون على موقع IMDb (الإنجليزية)
- سيبال توزون على موقع ميوزك برينز (الإنجليزية)
- سيبال توزون على موقع ديسكوغز (الإنجليزية)
- سيبال توزون على موقع قاعدة بيانات الفيلم (الإنجليزية)